# Augustinatten
Augustinatten är en finlandssvensk musikfestival som ordnas årligen i Ekenäs, Finland. Musikfestivalen lockar främst under 25-åringar och den arrangeras av Finlandssvensk kulturutveckling. Augustinatten har ordnats sedan 2017. Det finns ingen åldersgräns till Augustinatten.
År 2022 uppträdde bland annat italienska Alessandro och Andrea Vinai och finlandssvenska rapartisten Averagekidluke i Augustinatten. År 2023 kommer till exempel Bolaget och Rasmus Gozzi & Fröken Snusk uppträda i festivalen.